# Simon de Craon
Pour les autres membres de la famille, voir Famille de Craon.
Simon de Craon, ou Simon de Clacy, seigneur de Clacy, né vers 1394 et mort à la bataille d'Azincourt le 25 octobre 1415, est un militaire au service du duc de Bourgogne Jean sans Peur pendant la Guerre de Cent Ans, plus précisément pendant la guerre civile entre Armagnacs et Bourguignons. Il est issu d'un lignage seigneurial de premier plan, la famille de Craon, qui a donné de nombreux protagonistes à ce conflit.
En 1414, pendant le siège de Soissons, il trahit le camp bourguignon et permet la capture du capitaine bourguignon Enguerrand de Bournonville. Pardonné par le roi, il est tué, comme ses cousins, à la bataille d'Azincourt, l'année suivante.

## Biographie

### Une famille entre Bourguignons et Armagnacs
Simon de Craon ou de Clacy, né vers 1392 ou vers 1394, est le fils de Jean de Craon, seigneur de Domart-en-Ponthieu et de Clacy et de Marie de Châtillon, fille de Gaucher de Châtillon seigneur de Rozoy-sur-Serre et vidame de Laon,.
Il est seigneur de Clacy. Comme son cousin germain Antoine de Craon seigneur de Beauverger-en-Vermandois, conseiller et chambellan de Jean sans Peur, Simon de Craon s'engage dans les armées bourguignonnes. Il suit en cela l'exemple de son père,. Leur cousin germain Jean de Craon seigneur de Montbazon combat au contraire dans les armées des Armagnacs.

### Trahison à Soissons et capture de Bournonville
Dès septembre 1410, Simon figure, comme écuyer, dans l'armée du duc de Bourgogne à Paris. En janvier 1414, il fait partie des troupes bourguignonnes qui marchent sur Soissons et entrent dans la ville le 2 février 1414. Il est très probablement dans la compagnie de son cousin Antoine de Craon.
Quand l'armée royale commence à assiéger Soissons et à détruire les remparts, au début mai 1414, Simon de Craon pense qu'il est temps de changer de camp. Il prend probablement contact avec son cousin Jean de Craon, seigneur de Montbazon, qui figure parmi les assiégeants. Cependant, sa situation personnelle est difficile : il est considéré comme un rebelle et ses biens ont été confisqués. Il court le risque d'une condamnation à mort par le roi Charles VI, qui dirige le siège. A-t-il alors promis la capture du chef de la garnison bourguignonne, Enguerrand de Bournonville, comme l'affirme un chroniqueur  ?
Dans la nuit du 20 au 21 mai 1414, alors que le chef des Bourguignons, Enguerrand de Bournonville, essaye de fuir la ville, Simon de Craon l'en empêche. Les assiégeants profitent de la confusion qui règne dans la ville pour attaquer et, le 21 mai, Soissons est prise d'assaut en deux heures. La ville est mise à sac par l'armée royale, qui tue, pille et viole les habitants. Un des capitaines Armagnacs, Raymonnet de La Guerre, fait prisonnier Bournonville, qui est condamné à mort par le roi.
Simon de Craon obtient dès la prise de Soissons une lettre de rémission, qui précise que le roi lui pardonne à la requête du duc de Bar, du comte d'Alençon, du comte d'Eu et de Jean de Craon seigneur de Montbazon. La solidarité lignagère joue son rôle.

### Victime de l'hécatombe d'Azincourt
L'année suivante, lors de la bataille d'Azincourt, Simon de Craon est tué, comme tous ses cousins de la famille de Craon, Jean de Craon seigneur de Montbazon, Antoine de Craon seigneur de Beauverger et Amaury de Craon seigneur de Briolay,. Comme pour de nombreuses autres familles nobles de France, Azincourt marque l'extinction du lignage des Craon.

### Note
1. ↑  Bertrand Schnerb l'appelle Simon de Craon[1] tandis qu'Arthur Bertrand de Broussillon l'appelle Simon de Clacy[2].